# Alsolemia monoplax
Alsolemia monoplax är en snäckart som först beskrevs av Suter 1913.  Alsolemia monoplax ingår i släktet Alsolemia och familjen Charopidae. Inga underarter finns listade i Catalogue of Life.